# Jacobo Majluta
Jacobo Majluta Azar (9 de outubro de 1934 - 2 de março de 1996) foi um contador e político dominicano. Foi presidente do Senado, vice-presidente e presidente da República Dominicana.

## Biografia
Jacobo Majluta nasceu em Santo Domingo em 9 de outubro de 1934, sendo um dominicano de origem libanesa. Seu pai, Jacobo Majluta, era dominicano de descendência libanesa e sua mãe, uma libanesa, chamava-se Elena Azar. Casou-se com Elena Majluta Villanueva, com quem teve sua única filha Consuelo Elena Majluta Villanueva. Trabalhou como Contador Público em diversos órgãos governamentais até se dedicar inteiramente à política e se tornar Senador, Vice-Presidente e Presidente de seu país quando substituiu por um curto mandato o Presidente Antonio Guzmán, alcançando seu sonho.

## Vida política de Majluta Azar
Iniciou sua carreira política quando ingressou no Partido Revolucionário Dominicano (PRD) em 1961, logo alcançando posições de direção nesse partido. Tornou-se Vice-presidente na chapa de Antonio Guzmán e manteve-se nesse cargo entre 1978 e 1982.
Na qualidade de vice-presidente da república ele assumiu a Presidência, conforme previsto na Constituição da República Dominicana, após a morte do Presidente Antonio Guzmán durante o período de transição entre 4 de julho e 15 de agosto de 1982. Durante seu mandato, ele tentou equilibrar a economia barateando os preços dos artigos de primeira necessidade para se tornar popular e conseguir êxito nas próximas eleições. Não conseguiu se eleger devido a um boicote de membros de seu partido que preferiram eleger Salvador Jorge Blanco como o próximo presidente. Alguns oficiais do exército que antes apoiavam Guzmán não queriam aceitar Salvador Jorge Blanco mas Majluta conseguiu contornar a situação e Jorge Blanco tomou posse.
Foi eleito senador pelo 'Distrito Capital de Santo Domingo e ocupou a presidência da Câmara Alta desde 1982 até final de 1984. Presidiu novamente o Senado entre 1985 e 1986. Tentou se eleger novamente presidente em 1986 com o apoio de Blanco mas foi derrotado por Joaquín Balaguer; se retirando da vida pública.

## Morte e legado
Morreu no dia 2 de março de 1996, um sábado, após permanecer internado na cidade de Tampa, Florida, Estados Unidos quando se tratava de um câncer pulmonar aos 61 anos. Por sua capacidade para governar, seu carisma, seu compromisso social, entre outras virtudes humanas e profissionais, seu nome foi dado a uma avenida na capital, Santo Domingo, a Avenida Jacobo Majluta, que fica na prolongação da Avenida Charles de Gaulle, desde a carretera Mella até a Avenida República de Colômbia, de acordo com a lei No. 168-97 da República Dominicana.

## Vida profissional de Majluta
Jacobo Majluta ocupou vários cargos no plano político do país, entre eles se destacam:
- 1954-1955: Contador em Monte y Piedad e no Banco de Crédito Prendário.

- 1956-1959: Inspector Auditor na Superintendência de Bancos.

- 1959-1963: Auditor e logo Administrador Geral da Chocolatera Industrial, C. por A. em Puerto Plata, criada por Rafael Leonidas Trujillo Molina

- Secretário de Estado de Finanças.

- Presidente da Junta Monetária

- Presidente do Conselho de Administração da Corporação de Fomento Industrial.

- Presidente do Conselho de Administração do Banco de Reservas da República Dominicana (BanReservas).

- Presidente do Conselho de Administração da Corporação Dominicana de Electricidade.

- 1966: Gerente Financeiro da Corporación Azucarera de República Dominicana.

- 1966-1968: Corregedor e Presidente da Comissão de Finança de ajuntamento do Distrito Nacional.

- 1967-1978: Auditor Externo e Assessor Financeiro de Empresas Públicas e Privadas.

- 1978-1982: Foi Vice-presidente do país, pelo PRD, quando Antonio Guzmán, era o presidente constitucional.

- 1982: Após a morte de Guzmán, em 4 de julho Majluta assume a presidência até 15 de agosto do mesmo ano.

- 1978-1980: Director Geral da Corporación Dominicana de Empresas Estatales (CORDE).

- 1982-1986: Senador dea República pelo Distrito Nacional e respectivamente

- 1982-1983 y 1985-1986: Presidente do Senado e da Assembleia Nacional da República.

- 1986: Foi candidato a presidência pelo Partido Revolucionário Dominicano (PRD).

- 1990: Participa como candidato a presidência da República pelo Partido Revolucionário Independente (PRI).

- 1994: Candidato a presidência da República pelo Partido Revolucionário Independente (PRI).